# ASUS
ASUSTeK Computer Inc.（エイスース、エイスーステック・コンピューター・インク）、あるいは華碩電脳股份有限公司（かせきでんのうこぶんゆうげんこうし）は、台湾台北市に本社を置くPCおよびPCパーツ、スマートフォン、周辺機器製造メーカー。日本法人はASUS JAPAN株式会社。ASUSの正式な読みは、「エイスース」とされている（発音に関する経緯は下記を参照）

## 社名と由来
ブランド名として「ASUS」を使用しているが、これはペガサス（Pegasus）に由来して付けられたものであり、同社は「市場に問うすべての製品に高レベルの品質と独創性を吹き込むことにより、機知に富むペガサスが象徴する強さ、創造性、純粋さを具体的に実現する」という意味を込めたと説明している。

### 「ASUS」の発音
当初、日本参入時からの「ASUS」の日本での読みは「アスース」が正式とされていた。日本法人の登記名もアスース・ジャパン株式会社であったが、2012年10月1日に「ASUS」の呼称を「エイスース」に統一し、同時に日本法人のアスース・ジャパン株式会社をASUS JAPAN株式会社に社名変更した。
日本人に馴染みのあるローマ字や英語とは異なる読み方であるため、誤って読まれることも少なくない。日本国内では「アスース」「エーサス」「アサス」「エイスウス」、英語圏では「エイスス」に近い発音で読まれることが多い。中国語表記の発音は上記いずれとも全く異なり、「華碩」と書いて「ファーシュオ」に近い発音となる。しかし、おおむねどの読み方でも通じる。ASUSTeKは「どんな読み方をしても、ASUSに親しんでくれればいい」として放置、呼称に対する同社の曖昧な姿勢が混乱を招いていた。2010年12月に、「Ey-SUS」という発音表記の書かれた画像と、それを発音する動画がEngadgetにおいて公開された。なお、同サイトの記事では古い発音として、最後に「アスース」と発音している以前のYouTubeのオフィシャル動画も示されている。
この新しい発音の日本での公式なカナ表記が「エイスース」である。

## 概要
1989年にTH Tung（童子賢、廖敏雄、徐世昌、謝偉崎）らによって設立された。当時は日本でPC/AT互換機（いわゆる「DOS/Vマシン」）の市場が本格的に形成されはじめた時期であり、設立直後から日本にマザーボードを輸出していた。
新製品投入サイクルの短さと高品質とをモットーとしていたが、製品によってはBIOSの完成度が十分ではなくアップデート頻度が高いものもあった。
現在の製品分野は、業界最大手の1つに数えられるマザーボードのほか、ノートパソコンやスマートフォン、ビデオカード、DVDドライブなど多岐に渡る。OEMでは、かつてソニーVAIOシリーズへ供給していた他、ソニー・コンピュータエンタテインメント（PlayStation 2、PlayStation 3）やApple（iPod、iPod shuffle、MacBook）、ヒューレット・パッカード、エプソンダイレクトなどへ部品の供給を行っている。消費者向け市場では、2008年春頃から自社ブランドでネットブック「Eee PC」を本格的に販売している。
ASRockはASUSの技術者による独立起業が出自であり、現在もASUSの製造部門が分離独立したPegatronの傘下ではあることから、
現在もASUSの子会社という誤解が生じがちであるが、
信頼性重視のASUSブランドとは異なる個性的なマザーボードの製造は独立起業当初からなされていた。例えばi865チップセットで対応不可であるはずのIntel Core 2が動作する「ConRoe865PE」では、メモリはDDR400（これもチップセットメーカーの仕様では非対応）に独自に対応させ、更にDDR533にオーバークロックして動作させているという。また、コンデンサ等部品面でも差別化が図られていた。
2006年8月9日にGIGABYTE TECHNOLOGYと合弁会社を設立する計画を発表したが、一部の地域での独占禁止法に抵触する恐れなどから、2007年3月22日に事実上撤回した。

## 世界展開

### 日本
日本代理店は、以下の通りである。
- テックウインド（マザーボード、グラフィックカード、ノートPC、ベアボーン）
- アスク（ワイヤレスネットワーク機器など）
- アユート（マザーボード、ビデオカード、オーディオ/マルチメディア、サーバーシステム等） - 国内総代理店だったエムヴィケーとユニティが合併したもの。
- サンウェイテクノロジー（サーバーシステム）
- TechShare（TINKER BOARD）

なお、かつてはユーエーシーが国内総代理店であった。
正規流通ルート以外の輸入品は並行輸入品扱いとなる。上記の代理店以外に販売された製品を許可無く日本に持ち込んだ場合、並行輸入品と見なされて正式なサポートが受けられなくなるとASUS本社が公式に表明している。

#### 日本法人
従来日本国内にはサポート拠点のみ置いていたが、2008年7月から経営機能を強化した。いわゆる「5万円ノートパソコン」のEee PCシリーズがヒットしたことで、日本に根付いたビジネス戦略を迅速に展開する必要が出てきたことがその理由。日本法人ではEmilie Luが、代表取締役社長に就任。
また2009年1月には関西以西におけるビジネスパートナーとの協力体制強化とリレーションシップ構築を行い、日本での更なる経営基盤強化を進めるため、ASUS大阪オフィスを設立した。
2018年3月2日(※2020年8月16日閉業)、港区赤坂に直営店・サポート拠点となる「ASUS Store Akasaka」をオープン。同社製ノートパソコンの英語キーボード換装やZenFoneのバッテリー交換・修理などのサービスを受けることが可能。海外にもASUS Storeは存在するが、現地代理店が経営しているものが中心で、直営店舗とサポート拠点を1ヵ所にまとめた店舗はASUSで初となる。

## 製品

### スマートフォン
- ASUS ZenFone シリーズ

- ROG Phone

### ノートパソコン

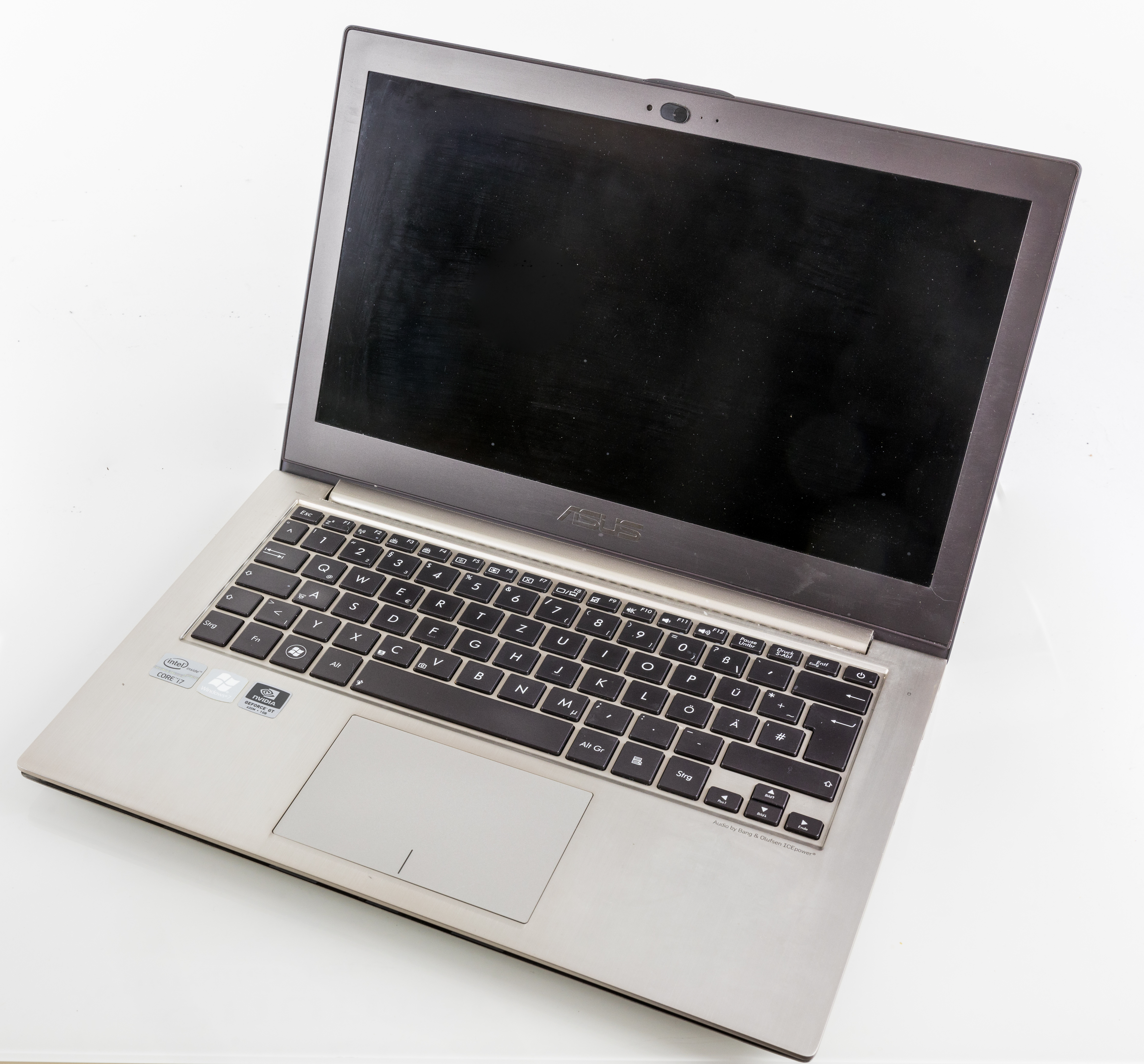
ASUSのノートパソコン（Zenbook UX32V）

- ZenBook（英語版） シリーズ - 極薄、軽量、ハイパフォーマンスを誇るプレミアム～ハイエンドモデルのノートパソコン。2011年10月に発表されたアルミボディの「ASUS ZenBook UX21/UX31/UX32」、2013年10月に発表された天板にゴリラガラス3を搭載した「ASUS ZenBook UX301」の他、画面部分が360度回転する2-in-1やテンキー内蔵タッチパッド、液晶タッチパッド(ScreenPad)を搭載したモデルもある。2022年現在は、機能性とスタイリッシュさを兼ね備えたZenBook、プレミアムな質感と薄さ・軽さを追求したZenBook S、デュアルディスプレイ等の最先端テクノロジーを採用したZenBook Pro、2in1のZenBook Flipの4シリーズがある。
- ExpertBookシリーズ - 無駄を削ぎ落としたミニマルなデザインと堅牢性の高いタフボディを両立したモバイルノート群。クラムシェルタイプと2in1タイプがある。
- ROGシリーズ - ASUSのゲーミングブランド「ROG(Republic of Gamers)」シリーズのゲーミング向けノートパソコン。ミッドレンジ～ハイエンドモデルに相当する。
- TUF Gamingシリーズ - ASUSのゲーミングブランド「TUF(The Ultimate Force) Gaming」シリーズのゲーミング向けノートパソコン。ミッドレンジモデルに相当する。
- Nシリーズ - エンターテインメント向けノートパソコン。サブウーファーが付属しているのが特徴。
- Uシリーズ - モバイル向けノートパソコン。
- X・Kシリーズ - スタンダード・ベーシックのノートパソコン。
- VXシリーズ - ランボルギーニのデザインを採用したモデル。
- ASUSPROシリーズ - 法人向けノートパソコン。
- Eee PC
- VivoBook（英語版）シリーズ - ローエンド～ミッドレンジモデルのノートパソコン。EeeBookにおいてはVivoBook Eシリーズへ引き継がれた。
  - EeeBook X205TA（2015年モデル）
  - VivoBook E200HA（2016年モデル）
  - VivoBook E200HA-8350（2016年モデル）
  - VivoBook E203NA（2017年モデル）
  - VivoBook E203MA（2018年モデル）
- ProArtシリーズ - ASUSのクリエイター向けブランド「ProArt」シリーズのモバイルワークステーション(ノートパソコン)。Adobe RGBカバー率100%・PANTONE認証などを備えたディスプレイを搭載。ハイエンドモデルに相当する。
- Chromebook
  - Chromebook Flip

### 2in1パソコン
- TransBook（英語版） - スクリーンとキーボードが取り外しができるシリーズ。Windows/Androidの2つのOSが搭載された「ASUS TransBook Trio」、10.1型の「ASUS TransBook T100TA」、13.3型の「ASUS TransBook TX300CA」がある。

### 携帯ゲーミングパソコン
全モデルがROGブランドで展開されている。
- ROG Ally - ASUS初の携帯型ゲーミングPC（第8世代携帯ゲーム機）[12]
  - ROG Ally X - ROG Allyのマイナーチェンジモデル。排熱処理が向上、バッテリーの強化が行われた[13]。
- ROG Xbox Ally - Microsoftと連携しXboxブランドで発売予定のWindows 11ベースの携帯型ゲーミングPC(第9世代)[14][15]。

### タブレット端末
Android搭載モデルのタブレットは、ビジネスシーンでも活用できるキーボード付のモデルを販売しているのが特徴である。タブレットPCのみやWindows搭載モデルもある。
- Asus Eee Pad Transformer
  - Eee Pad Transformer シリーズ - キーボードドック付のタブレットPC。キーボードドックの取り外しができる。
  - Eee Pad Slider シリーズ - キーボード一体型タブレットPC。
- Eee Slate シリーズ - Windows搭載モデルのタブレットPC。
- Eee Note シリーズ - メモ機能搭載デジタルノートPC。
- Nexus 7[注釈 1]
- MeMo Pad シリーズ - 7インチ・8インチ・10インチ等がある。
- Vivo Tab RT TF600T - Windows RT搭載モデル。上記Eee Pad Transformerとは異なり、キーボードドックは別売り[16]
- ZenPad シリーズ - MemoPadの後継。7インチ・7.9インチ(ZenPad S)・8インチ・10インチの4タイプがある。品番の最後にLが付く物はSIMフリー端末で、LTE通信に対応。
- Chromebook Tablet - ChromeOS搭載のタブレットPC。スタイラスペン付属。教育向けアプリがプリインストールされている。

### デスクトップパソコン
- ROGシリーズ
- ProArtシリーズ
- VivoPCシリーズ
- ZenAiOシリーズ
- VivoAiOシリーズ
- ASUSPROシリーズ - 法人向けディスプレイ一体型及びタワー型PC。
- ExpertCenterシリーズ
- Eee Box
- Eee Top
- Chromebox
- Vivo Stick

### その他
- マザーボード
  - コンシューマー向け
  - サーバ向け
- グラフィックカード
- サウンドカード
  - Xonarシリーズ
- ベアボーンキット
- 液晶ディスプレイ
  - ROGシリーズ
  - ProArtシリーズ

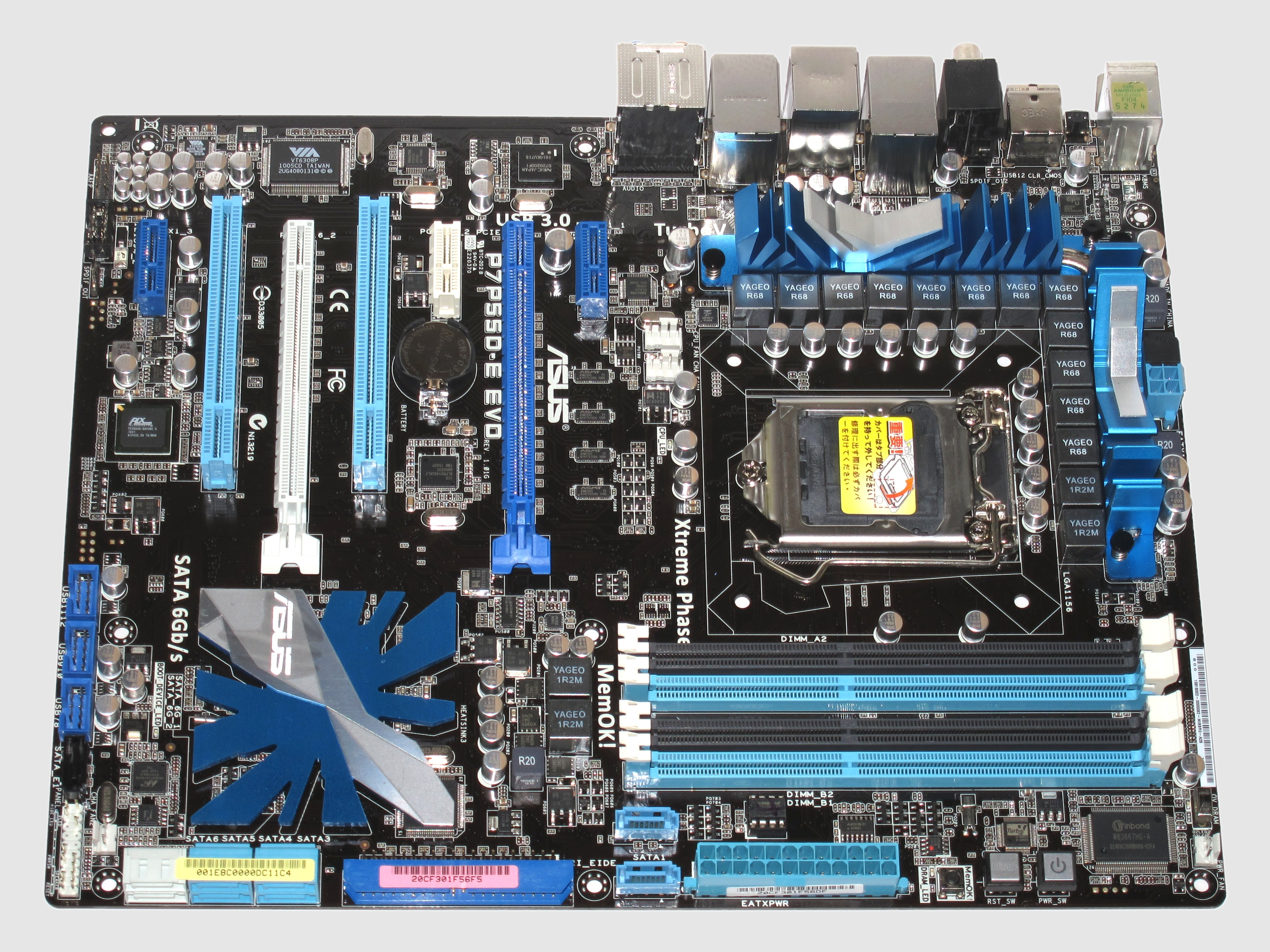
ASUSのマザーボード（P7P55D-E EVO）

  - EYE CARE MONITORシリーズ

日本では一部のモデルしか流通していない。
- ゲーミングヘッドセット
- ゲーミングキーボード
- ストレージデバイス DVDドライブ
- ワイヤレスネットワーク機器
- PCケース
- CPUクーラー
- ドライブレコーダー
- スマートスピーカー『神隊友小布（シャオブー）』：台湾国内向けにPTT創設者の杜奕瑾が率いる台湾AIラボが開発したAIアシスタント「雅婷一号」を搭載。中国語圏でも普通話とは異なる台湾国語の独特の言い回しにも対応している[17][18]。